# Elymnias cottonis
Elymnias cottonis är en fjärilsart som beskrevs av William Chapman Hewitson 1874. Elymnias cottonis ingår i släktet Elymnias och familjen praktfjärilar. Inga underarter finns listade i Catalogue of Life.

## Bildgalleri

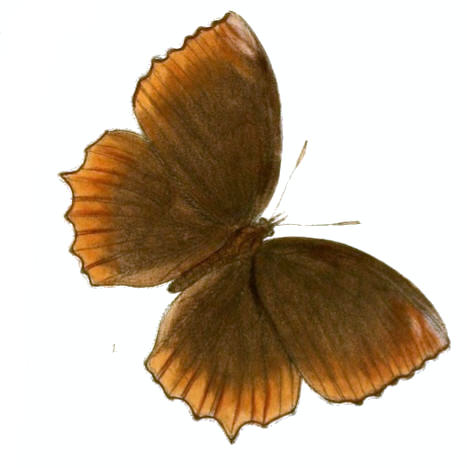
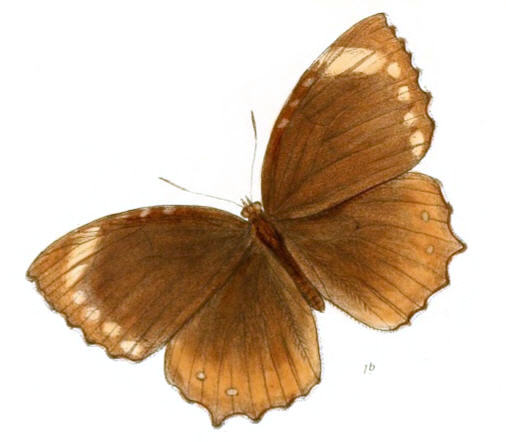